# Edward Jurkiewicz
Edward Jurkiewicz (ur. 22 stycznia 1948 w Pruszczu Gdańskim) – polski trener i koszykarz, wielokrotny reprezentant kraju. Grał na pozycji skrzydłowego (195 cm wzrostu). Uczestnik Igrzysk Olimpijskich w Meksyku (1968 – 6. miejsce) oraz trzykrotnie Mistrzostw Europy (1969, 1971, 1975).
W czasie gry w barwach reprezentacji (1968-77) rozegrał 203 mecze, rzucając 4114 pkt. Był ośmiokrotnie królem strzelców polskiej ligi. Zdobył na parkietach ligowych łącznie 23726 punktów.
Najlepszy strzelec w historii polskiej ligi. Jego wynik - 84 punkty - to drugi wynik w historii polskiej koszykówki (w meczu z Baildonem Katowice 15 marca 1970). W pierwszej 30 rekordów (ponad 50 pkt rzuconych na mecz) Jurkiewicz jest odnotowany 16 razy. W sezonie 1976-77 miał średnią 38 pkt na mecz. Podczas swojej kariery w barwach GKS przekraczał granicę co najmniej 50 zdobytych punktów szesnastokrotnie. Ośmiokrotnie zostawał liderem strzelców ligi. W sezonie 1976/1977 notował rekordowe 38,2 punktu na mecz, co jest nadal rekordem polskiej ligi, podobnie jak i suma 1717 punktów zdobytych w tamtym sezonie.
Koszykarz 60-lecia Okręgowego Związku Koszykówki w Gdańsku.
W trakcie całej swojej kariery zawodniczej w Polsce i we Francji zdobył w sumie 36478 punktów. Podczas jednego ze spotkań II ligi francuskiej zanotował 94 punkty.
Po zakończeniu kariery zawodniczej został trenerem we Francji i obecnie tam mieszka.

## Osiągnięcia i wyróżnienia
Na podstawie, o ile nie zaznaczono inaczej.

### Drużynowe
- 5-krotny mistrz Polski (1969, 1971, 1972, 1973, 1978)
- dwukrotny wicemistrz Polski (1968, 1970)
- brązowy medalista mistrzostw Polski (1975)
- czterokrotny zdobywca Pucharu Polski (1968, 1976, 1978, 1979)
- Awans do II ligi z AZS Gdańsk (1967)

### Indywidualne
- 8-krotny lider strzelców polskiej ligi (1970–1972, 1974–1978)
- Najlepszy strzelec w historii polskiej ligi pod względem średniej punktów na mecz (38,2 pkt)[3]
- Zawodnik roku polskiej ligi (1971, 1976, 1977)
- Zaliczony do I składu najlepszych zawodników polskiej ligi (1979)
- Powołany do reprezentacji gwiazd Europy na festiwal FIBA (1971)

### Reprezentacja
- Uczestnik:
  - igrzysk olimpijskich (1968 – 6. miejsce)
  - mistrzostw Europy (1969 – 4. miejsce, 1971 – 4. miejsce, 1975 – 8. miejsce)
  - kwalifikacji olimpijskich (1976 – 3. miejsce)[4]
  - turnieju przedolimpijskiego (1968 – 2. miejsce, 1976)
  - Interkontynentalnego Pucharu FIBA (1972 – 4. miejsce)[5]
- Lider strzelców:
  - mistrzostw Europy w Essen (1971)
  - kwalifikacji olimpijskich (1976 – 23,4)[6]
- 2-krotnie wybrany do I składu mistrzostw Europy (1969, 1971)